# 程应铨
程应铨（1919年—1968年12月13日），江西人，中国建筑师，毕业于国立中央大学。

## 生平
毕业于国立中央大学建筑系，与吴良镛同届同班。第二次世界大战时在缅甸为盟军作翻译。1948年左右加入清华建筑工程系教师队伍。曾任清华大学建筑系规划教研组组长，是系主任梁思成在城市规划最重要助理。甚得梁思成器重。
二战结束后程应铨从缅甸经昆明回国去上海，其兄程应镠当时在昆明中学教书，曾经的学生林洙一家也要去上海，程应镠安排程应铨与林洙一家同行互相照应。林洙之父看中程应铨，一路上极力撮合程应铨与林洙交往。1948年程应铨前往清华大学建筑系（当时称营建系）任教，林洙同行。解放后不久，林洙父亲的来信催促，两人完婚。
1951年，程应铨带领翻译1933年国际现代建筑协会第四次会议（CIAM4）的 Town-Planning Chart，即大会讨论的一份有关功能城市的计划方针的纲领（即后来误称的《雅典宪章》）；11月《城市计划大纲》单行本发行。
1956年作为中国建筑家代表团的成员出访波兰等东欧国家。
1957年后因支持梁陈方案被划为右派，妻子林洙与其离婚带走孩子，并对其落井下石，持续造谣污蔑他。1968年12月13日在清华大学游泳池自杀身亡。

## 家庭
- 太高祖：程矞采
- 父亲：程懋琨
- 母亲：况葆琴
- 兄：程应镠
- 前妻：林洙（1958年离婚，1962年改嫁梁思成）
- 子：林哲
- 女：林彤